# Poliosia ampla
Poliosia ampla är en fjärilsart som beskrevs av Van Eecke 1920. Poliosia ampla ingår i släktet Poliosia och familjen björnspinnare. Inga underarter finns listade i Catalogue of Life.